# 佐藤・テイト予想

y2 = x3 + x2 − x で定義される楕円曲線 E に対して X2 − a'p'X + p の根のうち上半平面にあるもののみをプロットした図。ここで a'p は a'p = 1 + p − #E(Fp) で定義される数である。図から根の偏角の密度は90°付近で濃いことが見て取れる。

佐藤・テイト予想（Sato–Tate conjecture）とは、楕円曲線 E と素数 p に対して定まるある実数 θp の分布に関する予想である。もう少し正確には、有理数体上定義された楕円曲線 E を一つ固定したとき、各素数 p での還元 Ep は有限体 Fp 上の楕円曲線となるが、その楕円曲線 Ep の点の数が p を動かしたときある決まった分布になるというものである。

## 予想の記述

y2 = x3 + x2 − x で定義される楕円曲線 E に対する
θ'p（p < 500,000）の度数分布図。
ここで θ'p は cos θ'p =
で定義される数である。θ'p
が
2/πsin2θ
に従って分布していることが見て取れる。

E を有理数体上定義された楕円曲線とする。これは整数に係数をもつ多項式によりあらわす事ができ、この多項式を素数 p を法として考えることによりほとんど全ての p について有限体 Fp 上の楕円曲線 Ep を定めることができる（ここで例外となるのは Ep が特異点をもつ場合だが、そのような素数 p は有限個しかない）。Np で Ep の有限体上に定義された点の数を表わすとすると、楕円曲線のハッセの定理により、
{\displaystyle -1<{\frac {(p+1-N_{p})}{2{\sqrt {p}}}}=:{\frac {a_{p}}{2{\sqrt {p}}}}<1}
となる。このことから、θp を、
{\displaystyle {\frac {p+1-N_{p}}{2{\sqrt {p}}}}=\cos {\theta _{p}}~~(0\leq \theta _{p}\leq \pi )}
をみたす実数として定義する。
佐藤・テイト予想(Sato–Tate conjecture)は、E が虚数乗法を持たないとき、θ の確率測度が
{\displaystyle \sin ^{2}\theta \,d\theta }
に比例することを言っている。
いいかえると、0 ≤ α < β ≤ π であるすべての実数のペア α と β に対して、
{\displaystyle \lim _{N\to \infty }{\frac {\#\{p\leq N:\alpha \leq \theta _{p}\leq \beta \}}{\#\{p\leq N\}}}={\frac {2}{\pi }}\int _{\alpha }^{\beta }\sin ^{2}\theta \,d\theta }
となる、というのが予想の意味するところである。
この予想は1963年に佐藤幹夫(Mikio Sato)により提出され、ジョン・テイト(John Tate)により代数幾何学的に解釈された。

### θpの計算例
楕円曲線 E と素数 p が具体的に与えられれば、それに対する
θp
を計算すること自体は容易である。例として、方程式
y2 = x3 + x2 − x
で定義される楕円曲線 E を考える。この楕円曲線は虚数乗法を持たず、p = 7 で良還元を持つ。θp
を定義から計算するには
Ep
の有理点の個数 Np
を求めればよいが、これは多項式
f (x, y) = y2 − (x3 + x2 − x)
に
x, y = 0, 1, ..., p − 1
をすべて代入してみて p による剰余が0となるものの個数を数えればよい。無限遠点があるので、この個数に1を足したものが Np である。次の表は
f (x, y)
の
p = 7
での剰余を表計算ソフトで計算した結果である。
| y＼x | 0 | 1 | 2 | 3 | 4 | 5 | 6 |
| ---- | - | - | - | - | - | - | - |
| 0    | 0 | 6 | 4 | 2 | 1 | 2 | 6 |
| 1    | 1 | 0 | 5 | 3 | 2 | 3 | 0 |
| 2    | 4 | 3 | 1 | 6 | 5 | 6 | 3 |
| 3    | 2 | 1 | 6 | 4 | 3 | 4 | 1 |
| 4    | 2 | 1 | 6 | 4 | 3 | 4 | 1 |
| 5    | 4 | 3 | 1 | 6 | 5 | 6 | 3 |
| 6    | 1 | 0 | 5 | 3 | 2 | 3 | 0 |

0が5つあるので、E の
N7
は6であることがわかった。したがって、
{\displaystyle \theta _{7}=\arccos \left({\frac {7+1-6}{2{\sqrt {7}}}}\right)\fallingdotseq 1.18319964}
である。
この計算からは θp の分布に関して何らかの規則性があるとは想像できないが、実際には sin2 という簡明な関数に従って分布していることを主張するのが、佐藤・テイト予想である。

## 証明と主張の進展
2006年3月18日、ハーバード大学のリチャード・テイラー(Richard Taylor)は、ローラン・クローゼル(Laurent Clozel)やミカエル・ハリス(Michael Harris)やニコラス・シェパード-バロン(Nicholas Shepherd-Barron)との共同研究の結果として、ある条件を満たす総実体上の楕円曲線の佐藤・テイト予想の証明の最終段階を、彼のウェブページに掲載した。 それ以来、3つの論文のうち 2つが出版されている。 さらに、結果はアーサー・セルバーグの跡公式(Arthur–Selberg trace formula)の形を改善する条件となっている。ハリスは、そのような予想されている跡公式から従う 2つの楕円曲線（同種ではない）の積から得られる結果の条件付き証明(conditional proof)を得ている。 2008年7月8日現在、リチャード・テイラーは、彼のウェブサイトへ論文（トーマス・バーネット-ラム(Thomas Barnet-Lamb)、ダヴィッド・ゲラティ(David Geraghty)とミカエル・ハリスの共著）を掲載していて、そこではウェイトが 2 に等しいかまたは大きな任意の非CM正則モジュライ形式についての佐藤・テイト予想へ一般化されたヴァージョンを、直前の論文の本質的にはモジュラ性の結果を改善することで証明したと主張している。 彼らはまた、跡公式に関係するいくつかの問題がミカエル・ハリスの「ブックプロジェクト」 と、Sug Woo Shin との共同研究により解決したと主張している。

## 一般化
エタール・コホモロジー上のガロア表現に含まれるガロア群のフロベニウス元の分布が、一般化と考えられる。特に、種数が n > 1 の曲線についての予想がある。
ニック・カッツ(Nick Katz)とピーター・サルナック(Peter Sarnak)により開発されたランダム行列モデル では、フロベニウス元の（ユニタリ化された）特性方程式と、コンパクトリー群 USp(2n) = Sp(n) 上のリー群の共役類との間に対応関係を示した。従って、USp(2n) 上のハール測度は分布を与えると予想され、古典的な場合は USp(2) = SU(2) である。

## より詳細な問題
さらに精密な予想として、1976年のサージ・ラング(Serge Lang)とハイル・トロッター(Hale Trotter)によるラング・トロッター予想(Lang–Trotter conjecture)は、公式の中に現れるフロベニウス元のトレースである値 ap が、素数 p に対し決まると、漸近的な数が存在すると言う予想である。 典型的な例（虚数乗法を持たず、かつ trace ≠ 0）では、X についての p に対する数値は、ある特別の定数 c が存在して、漸近的に
{\displaystyle c{\sqrt {X}}/\log X\ }
に近づく。ニール・コブリッツ(Neal Koblitz)は、1988年、楕円曲線暗号に動機をもって、素数 q の場合の、Ep 上の点の数についての詳細な予想を提示した。
ラング・トロッター予想は、原始根についてのアルティンの予想(Artin's conjecture on primitive roots)の類似であり、1977年に提唱された。